# Corgémont
Corgémont – gmina (niem. Einwohnergemeinde) w północno-zachodniej Szwajcarii, w kantonie Berno, w regionie administracyjnym Berner Jura, w okręgu Berner Jura. 31 grudnia 2020 roku liczyła 1774 mieszkańców. 

## Demografia
Według danych z 2000 r. 77,5% mieszkańców gminy była francuskojęzyczna, 16,1% niemieckojęzyczna, a 3,4% włoskojęzyczna. Na dzień 31 grudnia 2020 obcokrajowcy stanowili 15,7% ogółu mieszkańców.

## Transport
Przez teren gminy przebiega droga główna nr 30.